# Wiera Ziatikowa
Wiera Wasiljeuna Ziatikowa (blr. Вера Васільеўна Зятiкова; ur. 5 maja 1974 w Kemerowie) – białoruska i rosyjska biegaczka narciarska. Była uczestniczką mistrzostw świata w Val di Fiemme (2003), a także igrzysk olimpijskich w Salt Lake City (2002).
Jej siostra bliźniaczka, Natalja, także była biegaczką narciarską.

## Osiągnięcia

### Igrzyska olimpijskie
| Miejsce | Dzień     | Rok  | Miejscowość    | Konkurencja                            | Czas biegu | Strata  | Zwyciężczyni      |
| ------- | --------- | ---- | -------------- | -------------------------------------- | ---------- | ------- | ----------------- |
| 17.     | 9 lutego  | 2002 | Soldier Hollow | 15 km stylem dowolnym (start masowy)   | 39:54,4    | +2:10,1 | Stefania Belmondo |
| 27.     | 12 lutego | 2002 | Soldier Hollow | 10 km stylem klasycznym                | 28:05,6    | +2:14,9 | Bente Skari       |
| 32.     | 15 lutego | 2002 | Soldier Hollow | 10 km bieg łączony                     | 25:09,9    | +1:18,1 | Beckie Scott      |
| 5.      | 21 lutego | 2002 | Soldier Hollow | Sztafeta 4 × 5 km                      | 49:30,6    | +1:07,3 | Niemcy            |
| DNS     | 24 lutego | 2002 | Soldier Hollow | 30 km stylem klasycznym (start masowy) | 1:30:57,1  | -       | Gabriella Paruzzi |

### Mistrzostwa świata
| Miejsce | Dzień     | Rok  | Miejscowość   | Konkurencja                            | Czas biegu | Strata  | Zwyciężczyni         |
| ------- | --------- | ---- | ------------- | -------------------------------------- | ---------- | ------- | -------------------- |
| 12.     | 18 lutego | 2003 | Val di Fiemme | 15 km stylem klasycznym (start masowy) | 39:40,9    | +2:08,9 | Bente Skari          |
| 35.     | 22 lutego | 2003 | Val di Fiemme | 10 km bieg łączony                     | 26:38,4    | +1:07,9 | Kristina Šmigun-Vähi |
| 5.      | 24 lutego | 2003 | Val di Fiemme | Sztafeta 4 × 5 km                      | 50:54,7    | +1:30,7 | Niemcy               |
| 21.     | 28 lutego | 2003 | Val di Fiemme | 30 km stylem dowolnym                  | 1:14:29,8  | +5:15,8 | Olga Zawjałowa       |

### Uniwersjada
| Miejsce | Dzień     | Rok  | Miejscowość | Konkurencja            | Czas biegu | Strata  | Zwyciężczyni    |
| ------- | --------- | ---- | ----------- | ---------------------- | ---------- | ------- | --------------- |
| 14.     | 9 lutego  | 2001 | Zakopane    | 5 km stylem klasycznym | 17:59,9    | +1:20,2 | Olga Moskalenko |
| 2.      | 10 lutego | 2001 | Zakopane    | 5 km stylem dowolnym   | 17:21,4    | +16,7   | Olga Moskalenko |
| 1.      | 15 lutego | 2001 | Zakopane    | 15 km stylem dowolnym  | 45:59,3    |         | -               |